# Herbert Eugene Ives
Herbert Eugene Ives (Filadelfia, 1882 – Montclair, 1953) è stato un fisico statunitense.
Figlio di Frederic Eugene Ives, fu ricercatore ai Bell Laboratories dal 1919. Già nel 1924 ottenne una rudimentale forma di fotografia a colori.
Nel 1938 riuscì a dimostrare l'effetto Doppler trasversale per la luce.